# Bronzolo
Bronzolo (pronuncia: Bronzòlo; Branzoll in tedesco) è un comune italiano di 2 804 abitanti della provincia autonoma di Bolzano in Trentino-Alto Adige.

## Geografia fisica
Situato in fondovalle, sulla sinistra orografica dell'Adige, circa 13 km a sud di Bolzano, fa parte del comprensorio Oltradige-Bassa Atesina. Sulle sponde dell'Adige (a fianco del ponte per Vadena) si può vedere l'antico porto fluviale. Ha una stazione ferroviaria servita da tutti i treni regionali.

## Origini del nome
Il toponimo è attestato per la prima volta nel 1181 come Branzol, nel 1237 come de Branzollo e nel 1249 come Prantzol e deriva dal nome di persona germanico "Berinza" con un suffisso latino -eolus.

## Storia

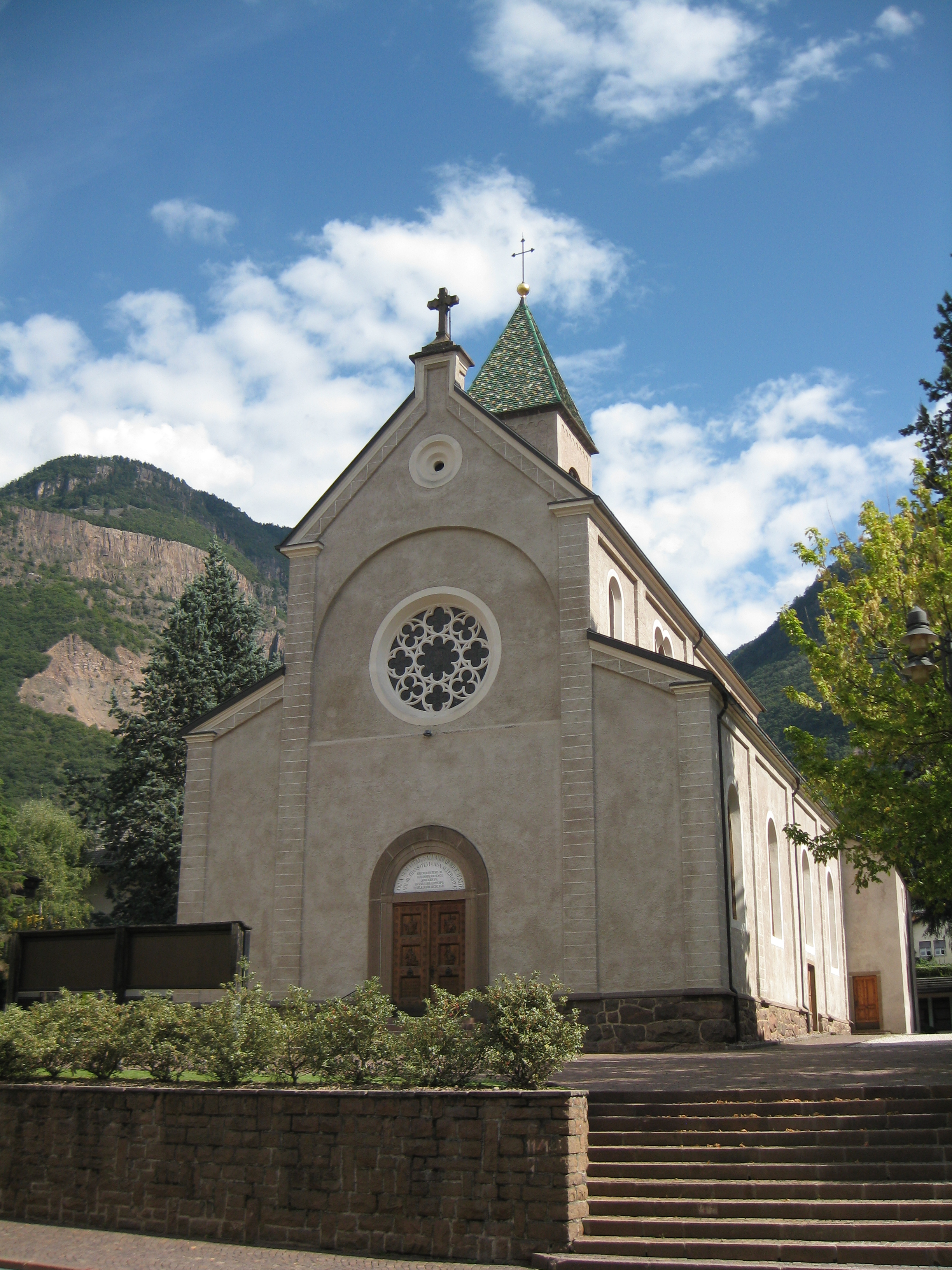
Sacro Cuore di Gesù

La storia del piccolo insediamento è stata da sempre legata al fiume Adige, che proprio nella zona di Bronzolo diventa navigabile con meno rischi che non già a Bolzano.
Il villaggio fu costruito, similmente alle città vicine di Laives ed Ora, su un ampio cono alluvionale, per evitare i pericoli d'inondazioni o esondazioni del fiume Adige, che si verificavano molto comunemente in origine.
Sin dal medioevo sono attestate le zattere, che attraccavano in zona per trasportare le merci verso il meridione o per riportarle con l'aiuto del traino ippico, lungo le rive del fiume.
Ne è testimonianza la cosiddetta Lende (la riva d'attracco), tuttora esistente. Di grande importanza sono stati da sempre gli argini del fiume, per prevenire le esondazioni dell'Adige.
Amministrativamente, Bronzolo fece parte, prima delle riforme ottocentesche, della giurisdizione distrettuale (Landgericht) "Enn und Kaldiff", dislocata ad Egna. Ecclesiasticamente, la comunità di Bronzolo apparteneva a lungo alla parrocchia di Bolzano e ancora nel 1341 è chiamata nei documenti "villa Pranzol in plebatu Bozani".

### Simboli
Lo stemma è tagliato di argento e di verde con al centro una cornetta nera guarnita con un cordoncino d'oro. Gli smalti argento e verde rappresentano le acque, le montagne e le vallate attraversate dal fiume e si riferiscono all'importanza della località, che era un tempo punto di partenza e di arrivo della navigazione sull'Adige. 
Il corno del postiglione ricorda che il paese è stato per lungo tempo una stazione di posta.
Lo stemma è stato adottato nel 1968.

## Monumenti e luoghi d'interesse

### Architetture religiose
- Chiesa del Santissimo Cuore di Gesù.

### Architetture civili
- Palazzo von Ferrari-Thomsen, situato nel centro del paese, a lungo proprietà di una famiglia patrizia.[11]

## Società

### Ripartizione linguistica
È uno tra i sei comuni della provincia con popolazione in maggioranza di lingua italiana (gli altri sono Bolzano, Laives, Vadena, Salorno, Merano):
| Ripartizione linguistica | 1971   | 1981   | 1991   | 2001   | 2011   | 2024   |
| ------------------------ | ------ | ------ | ------ | ------ | ------ | ------ |
| Madrelingua italiana     | 71,68% | 56,48% | 59,96% | 59,85% | 62,01% | 63,46% |
| Madrelingua tedesca      | 28,32% | 43,27% | 39,57% | 39,68% | 37,34% | 35,88% |
| Madrelingua ladina       | 0,00%  | 0,26%  | 0,47%  | 0,47%  | 0,65%  | 0,66%  |

Il comune di Bronzolo è stato storicamente a maggioranza italiana, già prima dell'annessione all'Italia.

### Evoluzione demografica
Abitanti censiti

### Etnie e minoranze straniere
Secondo i dati ISTAT al 31 dicembre 2015 la popolazione straniera residente era di 223 persone. Le nazionalità maggiormente rappresentate in base alla loro percentuale sul totale della popolazione residente erano:
- Macedonia del Nord 50 (1,82%)
- India 25 (0,91%)
- Marocco 20 (0,73%)

## Cultura
Dal 1954 è attiva la Heimatbühne Branzoll, compagine teatrale che offre spettacoli in lingua tedesca tratti da un repertorio sia popolare che classico.

## Amministrazione
| Periodo          | Periodo          | Primo cittadino       | Partito                          | Carica         | Note                                          |
| ---------------- | ---------------- | --------------------- | -------------------------------- | -------------- | --------------------------------------------- |
| 5 novembre 1985  | 2 ottobre 1990   | Renzo Fantini         | DC                               | Sindaco        | [ 21 ]                                        |
| 2 ottobre 1990   | 22 maggio 1993   | Renzo Fantini         | DC                               | Sindaco        | [ 21 ]                                        |
| 8 giugno 1993    | 5 giugno 1995    | Benedetto Zito        | DC                               | Sindaco        | [ 21 ]                                        |
| 5 giugno 1995    | 17 luglio 1995   | Georg Mamming         | Bürgerliste                      | Sindaco        | Scioglimento del consiglio                    |
| 17 luglio 1995   | 27 novembre 1995 | Vincenzo Adami        | -                                | Comm. straord. | [ 21 ]                                        |
| 27 novembre 1995 | 22 febbraio 1999 | Georg Mamming         | Bürgerliste                      | Sindaco        | Scioglimento del consiglio                    |
| 17 maggio 1999   | 9 maggio 2005    | Benedetto Zito        | Democratici di Centro - Bronzolo | Sindaco        | [ 21 ] [ 22 ]                                 |
| 9 maggio 2005    | 29 ottobre 2007  | Alessandro Bertinazzo | Uniti nell'Ulivo                 | Sindaco        | [ 21 ] [ 23 ]                                 |
| 26 maggio 2008   | 18 maggio 2010   | Benedetto Zito        | Democratici di Centro Bronzolo   | Sindaco        | [ 21 ] [ 24 ]                                 |
| 17 maggio 2010   | 10 maggio 2015   | Benedetto Zito        | Democratici di Centro Bronzolo   | Sindaco        | [ 21 ] [ 25 ]                                 |
| 10 maggio 2015   | 23 marzo 2017    | Alessandro Bertinazzo | Uniti nell'Ulivo                 | Sindaco        | Dimissioni della metà più uno dei consiglieri |
| 23 marzo 2017    | 20 novembre 2017 | Giorgio Giacomozzi    | -                                | Comm. straord. | [ 21 ] [ 27 ]                                 |
| 20 novembre 2017 | in carica        | Giorgia Mongillo      | Democratici sul Territorio       | Sindaco        | [ 21 ] [ 28 ]                                 |

## Sport
A Bronzolo è attiva una società di pallavolo femminile, il Neruda Volley; fondato nel 1978, nella stagione 2015-16, ha debuttato nel campionato di Serie A1, pur giocando le partite interne a Bolzano.